# Érik Boisse
Érik Boisse (* 13. března 1980 Clichy, Francie) je bývalý francouzský sportovní šermíř, který se specializoval na šerm kordem. Je synem Philippa Boisse, olympijského vítěze v šermu kordem z roku 1984.
Francii reprezentoval v prvních letech nového tisíciletí. V roce 2004 prohrál mezi jednotlivci souboj o třetí místo na olympijských hrách a obsadil čtvrté místo. S favorizovaným francouzských družstvem však dosáhl na stejných olympijských hrách na zlatou olympijskou medaili. S francouzských družstev má na svém kontě několik titulů mistra světa a Evropy. Jeho největším úspěchem mezi jednotlivci je druhé místo z mistrovství světa v roce 2007.